# NGC 4220
NGC 4220 é uma galáxia espiral (S0-a) localizada na direcção da constelação de Canes Venatici. Possui uma declinação de +47° 52' 59" e uma ascensão recta de 12 horas, 16 minutos e 11,8 segundos.
A galáxia NGC 4220 foi descoberta em 9 de Março de 1788 por William Herschel.